# Isabella van Angoulême
Isabella van Angoulême (ca. 1188 — Fontevraud-l'Abbaye, 4 juni 1246) was gravin van Angoulême en was de partner van koning Jan zonder Land.

## Biografie
Isabella van Angoulême werd als het enige kind geboren van graaf Adhémar van Angoulême en diens vrouw Adelheid van Courtenay. Ze huwde op 12 juni 1200 met koning Jan zonder Land nadat die een jaar eerder zijn huwelijk met Isabella van Gloucester had laten ontbinden, terwijl ze eigenlijk was verloofd met Hugo IX van Lusignan. Ze werd al op jonge leeftijd als een grote schoonheid beschouwd en door sommige historici wordt ze zelfs de Helena van de middeleeuwen genoemd. Gedurende haar huwelijk met Jan gaf Isabella de geboorte aan vijf kinderen die allen de volwassenheid zouden halen.
Toen haar echtgenoot in 1216 overleed werd hun negenjarig zoontje, Hendrik III, in Gloucester gekroond tot de nieuwe koning en werd Willem de Maarschalk aangesteld als regent over het rijk zodat Isabella naar Frankrijk kon terugkeren. Vier jaar later trouwde ze met Hugo X van Lusignan en hiermee gaf ze ook haar rechten op als Engelse koningin-moeder. Toen ze samen met haar man in 1241 in Parijs leenhulde moesten betuigen aan de nieuwe graaf van Poitou werd ze openlijk door de Franse koningin-moeder Blanca van Castilië aangevallen. Hierdoor besloot ze te complotteren tegen de Franse koning, Lodewijk IX; dit faalde echter in 1244 en toen de Franse koning haar gevangen wilde nemen, zocht ze haar toevlucht in de abdij van Fontevraud waar ze twee jaar later zou overlijden.

## Huwelijken en kinderen
Ze huwde op 12 juni 1200 met Jan zonder Land en zij kregen samen vijf kinderen:
- Hendrik (1207-1272), koning van Engeland
- Richard (1209-1272), Rooms-Duits koning
- Johanna (1210-1238), huwde met Alexander II van Schotland
- Isabella (1214-1241), gehuwd met keizer Frederik II
- Eleonora (1215-1275), gehuwd met Simon V van Montfort

In de lente van 1220 huwde ze met Hugo X van Lusignan, bij hem kreeg ze negen kinderen:
- Hugo (1221-1250), graaf van La Marche en Angoulême
- Adhemar (1222-1260), bisschop van Winchester
- Agnes (1223-1260), huwde met Willem II van Chauvigny
- Alice (1224-1256), huwde met John de Warenne
- Guy (1225-1264)
- Geoffrey (1226-1274), huwde met Jeanne van Châtellerault
- Isabella (1227-1299), huwde met Maurits IV van Craon
- Willem (1228-1296), graaf van Pembroke
- Margarita (1229-1288), huwde met Raymond VII van Toulouse

## Voorouders
| Voorouders van Isabella van Angoulême (1186-1246) | Voorouders van Isabella van Angoulême (1186-1246)                           | Voorouders van Isabella van Angoulême (1186-1246)                           | Voorouders van Isabella van Angoulême (1186-1246)                           | Voorouders van Isabella van Angoulême (1186-1246)                           | Voorouders van Isabella van Angoulême (1186-1246)                               | Voorouders van Isabella van Angoulême (1186-1246)                               | Voorouders van Isabella van Angoulême (1186-1246)                           | Voorouders van Isabella van Angoulême (1186-1246)                           |
| ------------------------------------------------- | --------------------------------------------------------------------------- | --------------------------------------------------------------------------- | --------------------------------------------------------------------------- | --------------------------------------------------------------------------- | ------------------------------------------------------------------------------- | ------------------------------------------------------------------------------- | --------------------------------------------------------------------------- | --------------------------------------------------------------------------- |
| Overgrootouders                                   | Wulgrin II van Angoulême (1089–1140) ∞ Pons Poitevin (-)                    | Wulgrin II van Angoulême (1089–1140) ∞ Pons Poitevin (-)                    | Raymond I van Turenne (1099-1137) ∞ ? (-)                                   | Raymond I van Turenne (1099-1137) ∞ ? (-)                                   | Lodewijk VI van Frankrijk (1081-1137) ∞ 1115 Adelheid van Maurienne (1092-1154) | Lodewijk VI van Frankrijk (1081-1137) ∞ 1115 Adelheid van Maurienne (1092-1154) | Reinoud van Courtenay (-) ∞ Hawise du Donjon (-)                            | Reinoud van Courtenay (-) ∞ Hawise du Donjon (-)                            |
| Grootouders                                       | Willem VI van Angoulême (-1179) ∞ Margaretha van Torrenne (-)               | Willem VI van Angoulême (-1179) ∞ Margaretha van Torrenne (-)               | Willem VI van Angoulême (-1179) ∞ Margaretha van Torrenne (-)               | Willem VI van Angoulême (-1179) ∞ Margaretha van Torrenne (-)               | Peter I van Courtenay (1126-1183) ∞ Elisabeth van Courtenay (1127-1205)         | Peter I van Courtenay (1126-1183) ∞ Elisabeth van Courtenay (1127-1205)         | Peter I van Courtenay (1126-1183) ∞ Elisabeth van Courtenay (1127-1205)     | Peter I van Courtenay (1126-1183) ∞ Elisabeth van Courtenay (1127-1205)     |
| Ouders                                            | Adhemar van Angoulême (1160-1202) ∞ 1186 Adelheid van Courtenay (1160-1218) | Adhemar van Angoulême (1160-1202) ∞ 1186 Adelheid van Courtenay (1160-1218) | Adhemar van Angoulême (1160-1202) ∞ 1186 Adelheid van Courtenay (1160-1218) | Adhemar van Angoulême (1160-1202) ∞ 1186 Adelheid van Courtenay (1160-1218) | Adhemar van Angoulême (1160-1202) ∞ 1186 Adelheid van Courtenay (1160-1218)     | Adhemar van Angoulême (1160-1202) ∞ 1186 Adelheid van Courtenay (1160-1218)     | Adhemar van Angoulême (1160-1202) ∞ 1186 Adelheid van Courtenay (1160-1218) | Adhemar van Angoulême (1160-1202) ∞ 1186 Adelheid van Courtenay (1160-1218) |

## In populaire cultuur
De actrice Zena Walker portretteerde Isabella van Angoulême in een aflevering van de televisieserie The Adventures of Robin Hood. In de film Robin and Marian gaf Victoria Abril gestalte aan Isabella en de Franse actrice Léa Seydoux speelde haar in Robin Hood.
- Bibliothèque nationale de France: cb13566784x (data)
- Gemeinsame Normdatei: 128579870
- International Standard Name Identifier: 0000 0000 7872 1423
- Nationale Bibliotheek van Tsjechië: xx0088370
- Nederlandse Thesaurus van Auteursnamen: 32244022X
- Système universitaire de documentation: 067302246
- Virtual International Authority File: 85888122
- WorldCat: E39PBJpYDHVD7CTxCYyWp3frMP